# 영흥 (전진)
영흥(永興)은 중국 전진(前秦) 선소제(宣昭帝)의 첫 번째 연호이다. 357년 6월에서 359년 5월까지 2년 동안 사용하였다.
같은 시기에 사용된 다른 연호로는 동진(東晉)에서 사용한 승평(昇平 : 357년 ~ 361년), 전량(前凉)에서 사용한 건흥(建興 : 314년 ~ 361년), 전연(前燕)에서 사용한 광수(光壽 : 357년 ~ 360년), 대(代)에서 사용한 건국(建國 : 338년 ~ 376년)이 있다.

## 연대대조표
| 영흥                | 원년            | 2년        | 3년        |
| 서력                | 357년           | 358년      | 359년      |
| 육십간지 (六十干支) | 정사(丁巳)      | 무오(戊午) | 기미(己未) |
| 동진 (東晉)         | 승평(昇平) 원년 | 2년        | 3년        |
| 전량 (前凉)         | 건흥(建興) 45년 | 46년       | 47년       |
| 전연 (前燕)         | 광수(光壽) 원년 | 2년        | 3년        |
| 대 (代)             | 건국(建國) 20년 | 21년       | 22년       |

## 같이 보기
- 다른 왕조의 같은 연호
  - 후한(後漢) 영흥(153년 ~ 154년)
  - 서진(西晉) 영흥(304년 ~ 306년)
  - 염위(苒魏) 영흥(350년 ~ 352년)
  - 북위(北魏) 영흥(409년 ~ 413년)
  - 북위(北魏) 영흥(532년)

- 중국의 연호

| 이전 연호 수광(壽光) | 중국의 연호 전진(前秦) | 다음 연호 감로(甘露) |